# Museu Literário Shūsaku Endō
O Museu Literário Shūsaku Endō (遠藤周作文学館, Endō Shūsaku Bungaku-kan) é um museu biográfico e religioso situado na antiga cidade de Sotome, no distrito de Nishisonogi, na zona noroeste da cidade de Nagasáqui, na província homónima do Japão, sendo dedicado à vida e às obras de Shusaku Endō. Sotome é conhecida por ser o centro histórico dos cristãos escondidos e serviu de cenário para o romance Chinmoku de Shusaku Endō. Fundado a 13 de maio de 2000, o museu expõe os livros, manuscritos, cartas, fotografias e os objetos pessoais favoritos de Shusaku Endō, incluindo sua escrivaninha, bíblia, rosário e uma estátua de Maria que herdou da sua mãe, tendo mantido ao seu lado ao longo da sua vida.
O museu possui vista para o mar de Gotō e para a Aldeia Cultural de Shitsu, onde um monumento foi construído em homenagem ao romance Chinmoku, com as palavras gravadas: "A humanidade é tão triste, Senhor, e o oceano tão azul."
| Epígrafe                                                | Transliteração                                                      | Tradução                                                  |
| ------------------------------------------------------- | ------------------------------------------------------------------- | --------------------------------------------------------- |
| 人間が こんなに 哀しいのに 主よ 海があまりに 碧いのです | Ningen ga Konna ni Kanashii noni Shu yo Umi ga amari ni Aoi no desu | A humanidade é tão triste, Senhor, (e) o oceano tão azul. |